# Ferd Johnson
Ferdinand Johnson, dit Ferd Johnson (né le 18 décembre 1905 à Spring Creek et le mort le 14 octobre 1996 à Irvine) est un auteur de bande dessinée américain qui a travaillé sur le comic strip Moon Mullins de 1923 à sa retraite en 1991.

## Prix et récompenses
- 1993 : Prix Inkpot